# Ponera woodwardi
Ponera woodwardi is een mierensoort uit de onderfamilie van de Ponerinae. De wetenschappelijke naam van de soort is voor het eerst geldig gepubliceerd in 1967 door Taylor.